# حیات وحش سری‌لانکا
حیات وحش سری‌لانکا شامل گیاگان و زیاگان این کشور و زیستگاه‌های طبیعی آنهاست. سری‌لانکا یکی از بالاترین نرخ‌های بوم‌زادی زیستی را دارد؛ ۱۶٪ زیاگان و ۲۳٪. گیاهان گلدار بوم‌زاد هستند.

## زیاگان

### پستانداران
سری‌لانکا جایگاه حدود ۱۲۳ گونه از پستانداران است که ۴۱ تای آنها تهدیدشده (۹ مورد بحرانی) به شمار می‌روند. ۱۶ گونه بوم‌زاد دارد که از میانشان ۱۴ گونه تهدیدشده هستند.

### خزندگان
در حال حاضر، سری‌لانکا شامل ۱۸۵ گونه از خزندگان است که ۶۰ تای آنها تهدیدشده و ۱۱۵ تای آنها بوم‌زاد هستند. بیشتر خزندگان مار و دو گونه که بزرگ‌ترین هستند، گاندو و تمساح آب شور می‌باشند.

### دوزیستان
سری‌لانکا یکی از غنی‌ترین گوناگونی‌های دوزیستان در جهان شامل ۱۲۲ گونه دوزیست تا ژانویه ۲۰۱۹ با بسیاری کشف جدید و ۱۱۲ گونه بوم‌زاد دارد.

### پرندگان
سری‌لانکا جایگاه ۲۲۷ گونه پرنده (گرچه برخی برآوردهای قدیمی آنها را ۴۸۶ گونه می‌دانستند) است که ۴۶ مورد از آنها تهدیدشده (۱۰ تا بحرانی) هستند.